# Motown: A Journey Through Hitsville USA
| Совокупная оценка    | Совокупная оценка |
| Источник             | Оценка            |
| -------------------- | ----------------- |
| Metacritic           | (59/100)          |
| Оценки критиков      |                   |
| Источник             | Оценка            |
| Allmusic             | [ 2 ]             |
| Billboard            | (favorable)       |
| Boston.com           | (favorable)       |
| Entertainment Weekly | C−                |
| Vibe                 | [ 1 ]             |
| The Village Voice    | (unfavorable)     |

Motown: A Journey Through Hitsville USA — второй кавер-альбом американской R&B группы Boyz II Men, изданный под лейблом Decca Records 13 ноября 2007 года, диск включает классические песни «Just My Imagination», «Tracks Of My Tears» и «Reach Out I’ll Be There». Продюсерами альбома стали член жюри конкурса American Idol — Рэнди Джексон и группа Boyz II Men, исполнительные продюсеры — David Simone и Winston Simone. Первым синглом альбома была издана песня «The Tracks of My Tears».

## Об альбоме
Motown: A Journey Through Hitsville USA дебютировал на 8 месте в Великобритании. В чарте Соединенных Штатов Америки — Billboard 200, кавер-альбом достиг максимального 27 места с общими продажами в 42 000 экземпляров за первую неделю. Альбом получил две номинации на 51 ежегодной церемонии Грэмми — «Лучший R&B альбом (Best R&B Album)» и «Лучшее вокальное R&B исполнение дуэтом или группой (Best R&B Performance by a Duo or Group with Vocals)» за песню «Ribbon In The Sky».

## Список композиций
1. «Just My Imagination (Running Away with Me)» (The Temptations)
2. «It's the Same Old Song/Reach Out I'll Be There» (The Four Tops)
3. «Mercy Mercy Me (The Ecology)» (Марвин Гэй)
4. «The Tracks of My Tears» (The Miracles)
5. «Money (That's What I Want)» (Barrett Strong)
6. «Easy» (The Commodores)
7. «I Was Made to Love Her» (Стиви Уандер)
8. «All This Love» (DeBarge)
9. «Ribbon in the Sky» (А капелла) (Стиви Уандер)
10. «Ain't Nothing Like the Real Thing» (при участии Patti LaBelle) (Марвин Гэй и Тамми Террелл)
11. «Got to Be There» (Майкл Джексон)
12. «War» (Эдвин Старр)
13. «End of the Road» (А капелла) (при участии Brian McKnight) (Boyz II Men)
14. «There’ll Never Be» (Международный бонус-трек) (Switch)